# Эхсанулла-хан Дустдар
Эхсанулла-хан Дустдар (перс. احسان الله خان دوستدار‎, род. 20 декабря 1884, Сари, Мазандеран — 15 октября 1938, Москва) — революционный активист, секретарь Иранской коммунистической партии, комиссар обороны  Персидской ССР (1921).

## Биография
Родился в 1884 году в городе Сари, в семье известного богослова Мирза Али Акбар Хафиза. Учился в высших учебных заведениях Тегерана — Дар ул-Фунуне. С юных лет Эхсанулла-хан оказался в гуще борьбы за новый мир. Являлся наставником и близким другом лидера революционного и анти-шахского движения «Мешруте» (Свобода) Саттар-хана. Участвовал в боевых действиях, как руководитель одного из отрядов Народного Ополчения Федаинов под предводительством Саттар-хана и Багир-хана.
В 1920 году переехал в Решт. Вступир в ряды дженгелийцев («лесного движения»). 4 июня 1920 года отряды Кучек-хана при негласной поддержке красных войск захватили контроль над столицей Гиляна городом Решт. А 5 июня была провозглашена Гилянская Советская Республика и создано Временное революционное правительство, названное Советом народных комиссаров, во главе с Кучек-ханом. В его состав также вошли Эсханулла-хан и Халу Курбан, у которых были свои вооружённые отряды.
В последних числах мая в беседах с Мирза Кучеком (настоящее имя Юнус) особенно в секретной встрече с Г. К. Орджоникидзе и Ф. Раскольниковым, состоявшейся 27 мая, советским представителям удалось получить согласие на пребывание Красной армии и большевистского флота в Гиляне. Они убедили Мирза Кучек-хана, что в ближайшие дни из Баку прибудет солидная помощь — броневики, аэропланы, оружие и боеприпасы. Несомненно, эти посулы и особенно передача руководителю движения джангали захваченных советскими войсками городов Энзели и Решт радикально повлияли на его отношение к Советам. Именно под влиянием революционного пафоса Мирза Кучек-хан 4 июня на митинге в Реште вовсю расхваливал освободительную миссию Советской России. Советские войска, которые по решению партии должны были вернуться в Баку, теперь вместе с Кучек-ханом штурмовали ближайшие иранские города. После взятия Решта советские представители телеграммой в Баку просили незамедлительно прислать в Гилян войска, броневики, аэропланы и другую технику, необходимую в бою.
Несмотря на официально объявленный отзыв советских войск из Гиляна, началось формирование пятитысячной иранской Красной армии за счёт военных отрядов, прибывавших из Баку, Астрахани и Красноводска.
В мае 1920 года Волжско-Каспийская военная флотилия под командованием Федора Раскольникова и Серго Орджоникидзе направляется в Энзели (Персия), с целью возвращения российских кораблей, которые увели туда эвакуировавшиеся из российских портов белогвардейцы. В результате последовавших боевых действий белогвардейцы и занимавшие Энзели английские войска отступили. Воспользовавшись этой ситуацией, в начале июня вооружённые отряды революционного движения дженгалийцев под командованием Мирзы Кучек-хана захватывают город Решт — центр остана Гилян, после чего здесь провозглашается Гилянская Советская Республика.
На первых порах этой армией командовал Эхсанулла-хан, считавшийся приближённым к Кучек-хану человеком, однако вскоре командование иранской Красной армии было подчинено штабу XI армии и большевики назначили командующим своего человека — бывшего царского генерала Василия (Шапура) Каргаретели. Несомненно, Мирза Кучек-хан и его приближённые военные советники Эхсанулла-хан и Халу Гурбан не оставили без внимания этот акт недоверия. Некоторое время им удавалось сохранить независимость своих боевых отрядов.
В тот же день председатель Военно-революционного совета при иранском революционном правительстве Мирза Кучек-хан, командующий военными силами Эхсанулла-хан и член Военно-революционного совета М. Музаффарзаде направили председателю Революционного военного совета РСФСР Л. Троцкому приветственную телеграмму следующего содержания: «Вновь организованный по постановлению Совнаркома Персии Реввоенсовет Персидской республики шлет свой искренний привет Красной армии и Красному флоту в лице создателя мощной российской Красной армии тов. Троцкого. С большими трудностями и претерпеванием всевозможных лишений за 2 года Вам удалось разбить внутреннюю контрреволюцию, которая являлась ни больше ни меньше как наемницей международного капитализма. Волей трудового народа в Персии образовалась советская власть, которая начала создавать красную Персидскую армию на принципах создания российской Красной армии для унич-
тожения поработителей персидского народа. Да здравствует братский союз российской Красной армии с молодой Персидской армией».
Членом Иранской компартии был активно участвовавший в событиях Яков Блюмкин, при помощи иранской кампании реабилитировавший себя перед большевиками за убийство графа Мирбаха в 1918 г. Блюмкина направляют в Персию, где он участвует в свержении Кучек-хана и способствует приходу к власти хана Эхсануллы, которого поддержали местные «левые» и коммунисты.
10 июля ЦК компартии Ирана при поддержке советских товарищей выдал дженгелийскому режиму «черную метку», постановив: «Кучек-хана и его правительство — убрать». Вождь дженгелийцев понял, к чему все клонится, и 19 июля со своим отрядом скрылся в лесах. У руля в Гиляне встали коммунисты. Главой правительства они назначили «свадебного генерала» — Эхсануллу-хана, бывшего соратника Кучека, человека с сомнительной репутацией и хронического наркомана.
В самый разгар их деятельности, внутри движения происходит раскол: оно распадается на «правое» и «левое» крыло. Поляризация между сторонниками Мирза Кучек хана, избравшего путь умеренной борьбы и отрядами Эхсануллы хана всё более усугбляется. Чтобы устранить эту поляризацию и выработать единую стратегию, усредняющую позиции Мирзы Кучек хана и Эхсануллы хана, в целях оказания помощи движению, С.Дж. Пишевари с делегацией в 30 человек из числа представителей руководства партии «Адалят» 23 мая 1920 года прибывают в Решт. По достижении согласия в ходе переговоров между Мирзой Кучек ханом и Эхсануллой ханом, С.Дж. Пишевари остатётся в Реште. Он выступает перед массами, ведёт разъяснительную работу в среде дженгелийцев и помогает наладить выпуск газеты «Дженгел» и прочее.
Результатом приезда С.Дж. Пишевари с группой соратников в Гилан и неустанной организационной и пропагандистской деятельности в целях укрепления движения, процесса консолидации внутри самого движения, а также в связи с исторической ситуацией, 4 июня 1920 года движение «Дженгели» в Гилане одержало победу. В Реште и его окрестностях армейские и казацкие казармы, государственные институты, полиция, почта и телеграф перешли в руки дженгелийцев. Под сильным давлением левых сил в Гилане и по инициативе прибывших из России комиссаров, была провозглашена «Гиланская советская Социалистическая Республика». Использование в названии республики слов «Советская» и «Социалистическая», вместо «Гиланская Автономная республика» было серьёзной тактической и политической ошибкой. Не были учтены местная ситуация и условия в стране. Это был первый опыт откровенного экспорта советского социализма в иностранную мусульманскую державу. Хотя эта проблема очень волновала Мирзу Кучек хана и его сподвижников, всё стало возможным благодаря настойчивости такого большевистского эмиссара, как Орджоникидзе, примкнувших к нему, Эхсанулле хану и некоторым крайним иранским коммунистам, а также воздействию левых сил.
После состоявшегося переворота, 31 июля в Гиляне было создано новое правительство, которое по предложению командированных в Иран большевиков возглавил Эхсанулла-хан.
В июне, при неофициальной поддержке вооружённых формирований из советского Азербайджана, ПКА во главе с главнокомандующим Эхсанулла-хан Дустдаром повторно совершила поход в провинции Мазендеран, Зенджан и попыталась овладеть Тегераном (вновь неудачно).
Образованное в конце июля 1920 года правительство Эхсанулла-хана также оказалось недолговечным. В середине сентября это правительство освободилось от коммунистов, и в него вошли представители буржуазии и даже помещики. После поражения на фронте и изменений в составе правительства ЦК ИКП было вынуждено перевести свой штаб из Решта в Баку.
Эхсанулла-хан, член Революционного комитета в его правительстве Риза Сархош и командующий иранской Красной армией Н. Гикало 5 февраля направили В. И. Ленину срочную телеграмму с просьбой не заключать договор с иранским шахским правительством. Они резонно отмечали, что шах, как его отец и дед не были избраны народом и веками превращали Иран в кладбище и душили всякое стремление народа к свободе. Все заключённые шахом и его правительством с кем бы то
ни было договоры противны народу и народ не может их признать.
В начале 1922 года заместитель комиссара по иностранным делам Азербайджана Андреев докладывал в Москву, что с Гиляном совершенно покончено, Эхсанулла-хан скрылся в Азербайджане, Кучек-хан убит, а Ротштейн предложил революционерам покинуть Решт и скрыться в России. Андреев добавил, что Кавам ас-Салтане хотел отрезанную голову Кучек-хана выставить на площади, но после протеста Ротштейна отказался от этой мысли.
Снят со всех постов в 1935 году, расстрелян 15 октября 1938, посмертно реабилитирован.